# Charlie Haden
Charles Edward Haden (ur. 6 sierpnia 1937 w Shenandoah, zm. 11 lipca 2014 w Los Angeles) – amerykański kontrabasista jazzowy, długoletni współpracownik saksofonisty Ornette Colemana. Laureat NEA Jazz Masters Award 2012.

## Życiorys
Haden urodził się w stanie Iowa i wzrastał w muzykalnej rodzinie, która występowała czasem w radiu grając muzykę country i amerykańskie piosenki folkowe. Haden zadebiutował śpiewając z rodziną, gdy miał dwa lata, i śpiewał aż do czternastego roku życia, kiedy zachorował na polio. Choć choroba nie rozwinęła się w znaczny sposób, uszkodziła jednak Hadenowi mięśnie gardła i struny głosowe, i w rezultacie nie mógł kontrolować wysokości dźwięku podczas śpiewania. Kilka lat wcześniej, Haden zainteresował się jazzem i zaczął grać na kontrabasie swojego starszego brata.
Haden przeprowadził się do Los Angeles w połowie lat 50. i szybko rozpoczął profesjonalną karierę muzyczną, w tym współpracę z pianistą Hamptonem Hawesem i saksofonistą Artem Pepperem.
Haden zyskał sławę grając z Ornette Colemanem pod koniec lat 50. i w 60., kiedy Coleman wchodził w etap eksperymentowania, któremu wyraz dał na płycie The Shape of Jazz to Come. Album ten został podówczas przyjęty krytycznie a sam Haden przyznawał, że prowadzenie melodii Colemana było dla niego tak kłopotliwe, że ograniczał się na początku jedynie do powtarzania partii saksofonu na basie. Dopiero po pewnym czasie nabrał tyle pewności by wykonywać własne partie podczas występów. 
Poza współpracą z Colemanem, Haden był również członkiem tria Keitha Jarretta i "amerykańskiego kwartetu" między 1967 a 1976 z Paulem Motianem i Deweyem Redmanem i w zespole Old and New Dreams.
Był liderem Liberation Music Orchestra w latach 70. Ich muzyka, aranżowana w znacznej mierze przez Carlę Bley, była eksperymentalna, kierując się jednocześnie w stronę free jazzu i "muzyki politycznej"; na przykład: pierwszy album LMO koncentrował się na hiszpańskiej wojnie domowej. Poszukiwanie inspiracji w różnorodnych gatunkach muzycznych, nie ograniczając się do czerpania z tradycji jazzowych, było znakiem rozpoznawczym Hadena również później, gdy występował ze swoim zespołem Quartet West.
W założonym w 1987 zespole Quartet West grali: Ernie Watts na saksofonie, Alan Broadbent na fortepianie i Larance Marable na perkusji. Grupa wykonywała romantyczne aranżacje Broadbenta, często z sekcją smyczkową, i była obsypywana nagrodami. Potem, prawie w tym samym składzie, Haden tworzył inspirując się hymnami religijnymi na płycie American Hymns, konwencją film noir na Always Say Goodbye i kubańską muzyką ludową na Nocturne.
W 1997 grał w duecie z gitarzystą Patem Methenym, zgłębiając muzykę, którą obaj pamiętają z dzieciństwa w Missouri, określaną przez nich mianem Americana. Ta współpraca zaowocowała wydaniem albumu Beyond the Missouri Sky (Short Stories) i wspólnymi trasami koncertowymi na całym świecie.
Charlie Haden znany był z charakterystycznych partii basowych i pozostawał jednym z najbardziej szanowanych basistów i kompozytorów muzyki jazzowej. Jego córki Petra i Rachel Haden również profesjonalnie zajmują się muzyką – występowały w zespole That Dog. Petra kontynuuje karierę w indierockowej grupie The Decemberists.
W lutym 2007 r. na festiwalu Bielska Zadymka Jazzowa odebrał nagrodę – Anioła Jazzowego.

## Wybrana dyskografia
- Liberation Music Orchestra (1969)
- Time Remembers One Time Once (1981)
- The Ballad of the Fallen (1982)
- Night and the City (1996)
- None but the Lonely Heart (1997)
- Beyond the Missouri Sky (Short Stories) (z Patem Methenym) (1997) – złota płyta w Polsce[6]
- Rambling Boy • Charlie Haden Family & Friends (2008)
- Jasmine - Charlie Haden & Keith Jarrett (2010)